# ブルンマー級敷設巡洋艦
| ブルンマー級防護巡洋艦                  | ブルンマー級防護巡洋艦                                                                                    |
| --------------------------------------- | --- |
| 竣工当時の「ブルンマー（SMS Brummer）」 | |
| 艦級概観                                | |
| 艦種                                    | 敷設巡洋艦                                                                                                |
| 艦名                                    | |
| 前級                                    | |
| 次級                                    | |
| 性能諸元（データはネームシップのもの）  | |
| 排水量                                  | 常備：4,385トン 満載：5,856トン                                                                           |
| 全長                                    | 140.4m 135.0m（水線長）                                                                                   |
| 全幅                                    | 13.2m |
| 吃水                                    | 6.0m |
| 機関                                    | 形海軍式シュルツ・ソーニクロフト型石炭専焼水管缶2基&同重油専焼水管缶4基 +フルカン式直結タービン2基2軸推進 |
| 最大出力                                | 42,797hp                                                                                                  |
| 最大速力                                | 計画：28.0ノット 公試：30.2ノット                                                                         |
| 航続距離                                | 12ノット/5,800海里                                                                                        |
| 燃料                                    | 石炭：300トン（計画）、600トン（常備） 重油：500トン（計画）、1,000トン（満載）                           |
| 乗員                                    | 409名 |
| 兵装                                    | クルップ 15cm（45口径）単装速射砲4基 8.8cm（45口径）単装高角砲2基 50cm魚雷発射管2門 機雷400個             |
| 防御                                    | 舷側：40mm（最厚部） 甲板：15mm（最厚部） 主砲防盾：50mm 司令塔：100mm                                    |

ブルンマー級軽巡洋艦 （Brummer Class） はドイツ海軍が建造した軽巡洋艦で1914年度海軍計画で2隻が建造された。ドイツ海軍での類別は敷設巡洋艦。

## 概要
本級は機雷敷設能力を持つ艦を必要としたドイツ海軍が設計したクラスである。敵陣営に機雷を敷設するために機関を強化して28ノットを発揮し、小型の船体で有力な火力を得るためにドイツ海軍で初めて主砲の15cm速射砲で中心線上に並べて両舷に指向できるようにされた。火力と機雷搭載能力の代償として防御装甲はやや薄かった。

## 艦形
当時は長船首楼型が多かったドイツ軽巡洋艦の中で本級の船体形状は短船首楼型船体を採用していた。これは、左右の舷側を低くして後部甲板と同じ高さにして舷側甲板いっぱいに機雷を搭載するためである。機雷は片舷1条で計2条のレール上を滑って艦尾から投下された。
水面下が突出し衝角を持つ艦首は前方に強く傾斜したクリッパー型艦首で、艦首甲板上に波きり板を設けた後ろに主砲の15cm速射砲を防盾の付いた単装砲架で1番主砲が1基、その背後に司令塔を基部とする船橋（ブリッジ）をのせた箱型艦橋と前部マストが立つ。船体中央部に等間隔に並んだ3本の煙突が立ち、1番・2番煙突の間に2番主砲が1基配置された。3番煙突の後方には対空用として8.8cm高射砲が防盾の付いた単装砲架で直列で2基配置され、空いた周りは艦載艇置き場となっている。その後方に後部マストが立ち、後部甲板上に3番・4番主砲が後ろ向きに背負い式で2基配置された。

## 同型艦
- ブルンマー（SMS Brummer）
- ブレムゼ（SMS Bremse）

## 参考図書
「世界の艦船増刊第60集　ドイツ巡洋艦史」（海人社)
- 「Conway All The World's Fightingships 1906–1921」（Conway）